# Le sette giornate del mondo creato

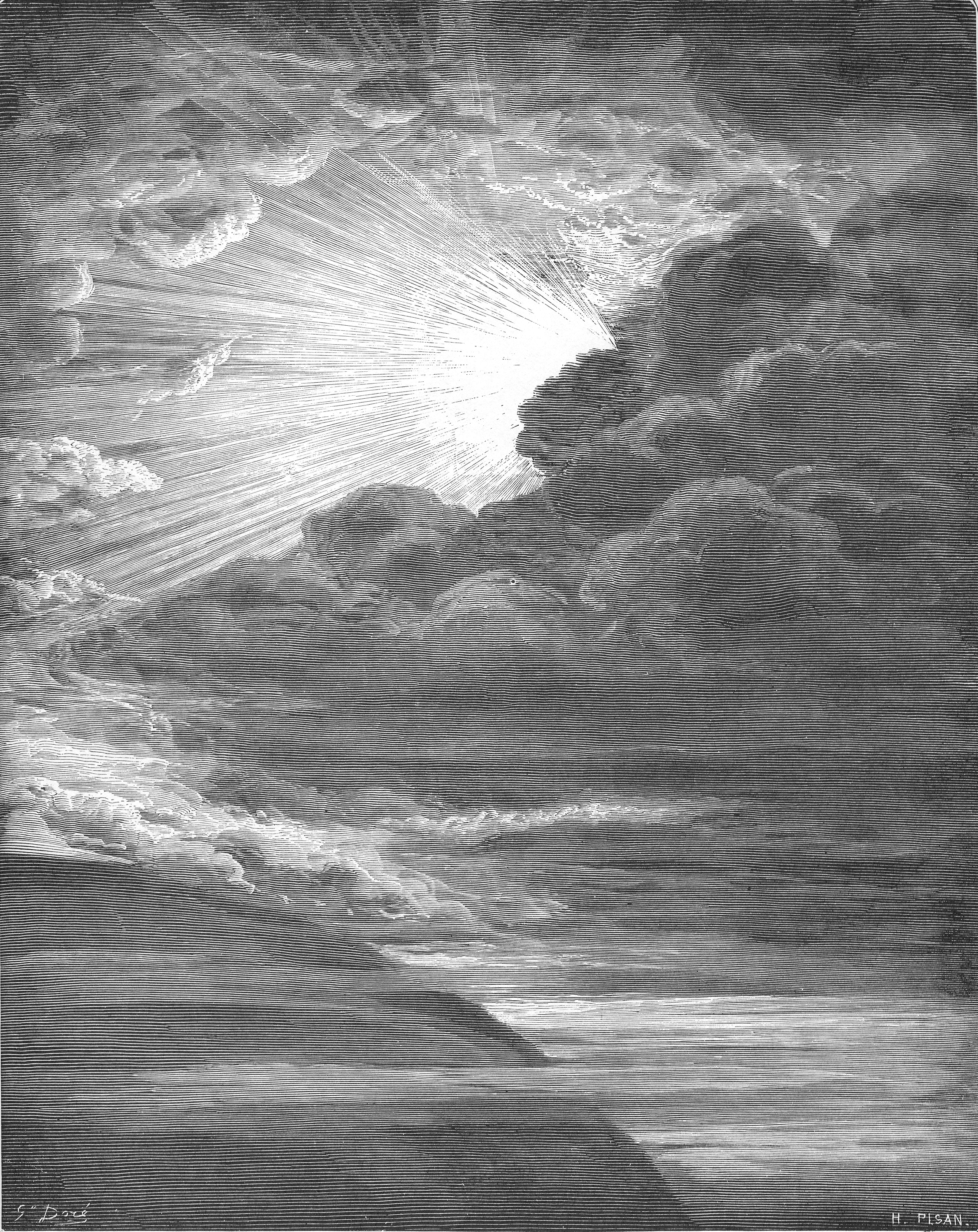
Gustave Doré, Stworzenie światła

Le sette giornate del mondo creato – epos renesansowego włoskiego poety Torquata Tassa, opowiadający o stworzeniu świata. Został  opublikowany pośmiertnie w 1607. Jest napisany wierszem białym, czyli nierymowanym jedenastozgłoskowcem (endecasillabo). Liczy około dziewięciu tysięcy wersów.

Dio, ch’è senza principio e senza fine,
Era giunto il principio, e giunto il tempo
Co ’l principio del tempo. E qual di gorgo
O di pelago pur tranquillo ed alto,
Che senza ’l moto e l’onde e posi e stagni,
Esce talvolta il rapido torrente:
Tal dall’eternità che ’n sè raccolta
Si gira, e di se stessa è sfera e centro,
Omai prendeva il tempo il moto e ’l corso;
Quando il suo creator lo spazio al passo,
E la misura diè, lo stato eterno.
Gl’invisibili oggetti a pena intesi
(se lece dire avanti) erano avanti;
E l’origin degli altri esposti a’ sensi.